# Barry Larkin
Barry Louis Larkin (Cincinnati, 28 de abril de 1964) é um ex-beisebolista e gerente norte-americano que atuava como Interbases.
Ele foi eleito para o Hall da Fama do Beisebol Americano em 2012.

## Carreira
Barry Larkin foi campeão da World Series 1990 jogando pelo Cincinnati Reds. Na série de partidas decisiva, sua equipe venceu o Oakland Athletics por 4 jogos a 0.
Nos seus longos 18 anos de carreira no beisebol, ele jogou apenas em um único time, o time da sua cidade natal, o Cincinnati Reds.
O mesmo Cincinnati Reds em sua homenagem aposentou o número 11, que era o número que Barry usava quandou jogou lá.